# Tullstorpstenen
Tullstorpstenen, med signum DR 271, är en runsten som står på Tullstorps kyrkogård i Tullstorps socken och Trelleborgs kommun i Skåne. Dess ursprungliga plats är okänd.
Motivet har liknelser med Ledbergsstenen, båda med samma kantiga båt och ulv.

## Beskrivning
Stenen är av ljusgrå granit med inslag av små röda korn. Den avbildades av Skonvig 1627 då den fortfarande satt inmurad i kyrkans södra vägg och därefter tecknade Magnus Dublar Rönnou av stenen 1716. Den togs dock inte med av Johan Göransson i verket Bautil. När Tullstorps sockens gamla sockenkyrka revs 1846 plockades stenen ut ur väggen men murades istället in liggande på sidan i norra bogårdsmuren. Antagligen var det vid detta tillfälle som den knäcktes i två delar. Runstenen står idag frilagd på kyrkogården. Fornforskaren Nils G. Bruzelius skrev om stenen 1864: 
| ” | Den intressantaste fornlämningen inom Tullstorps socken, för att ej säga inom Vemmenhögs härad, är den hos Worm (på 1600-talet) beskrivna och avtecknade runstenen. Redan på Worms tid var den insatt i östra muren av Tullstorps kyrka, där den kvarblev till 1846, då den gamla kyrkan nedrevs. Vid detta tillfälle blev runstenen inmurad i den sidan av kyrkomuren, som vetter mot kyrkoherdens trädgård. Man skulle väl förmodat, att den blev inmurad i upprätt ställning, men så är ej fallet utan den lades med sista delen av inskriften nedåt, varigenom ungefär en 1/2 aln av stenen är dold under jordytan. | „ |

## Inskriften
Translitterering av runraden:
× klibiʀ × auk × osa × ¶ × risþu × kuml + ¶ þusi × uftiʀ × ulf +
Normalisering till rundanska:
Klæppiʀ/Glippiʀ ok Asa resþu kumbl þøsi æftiʀ Ulf.
Översättning till nusvenska:
Klibir och Åsa reste kummel dessa efter Ulf.

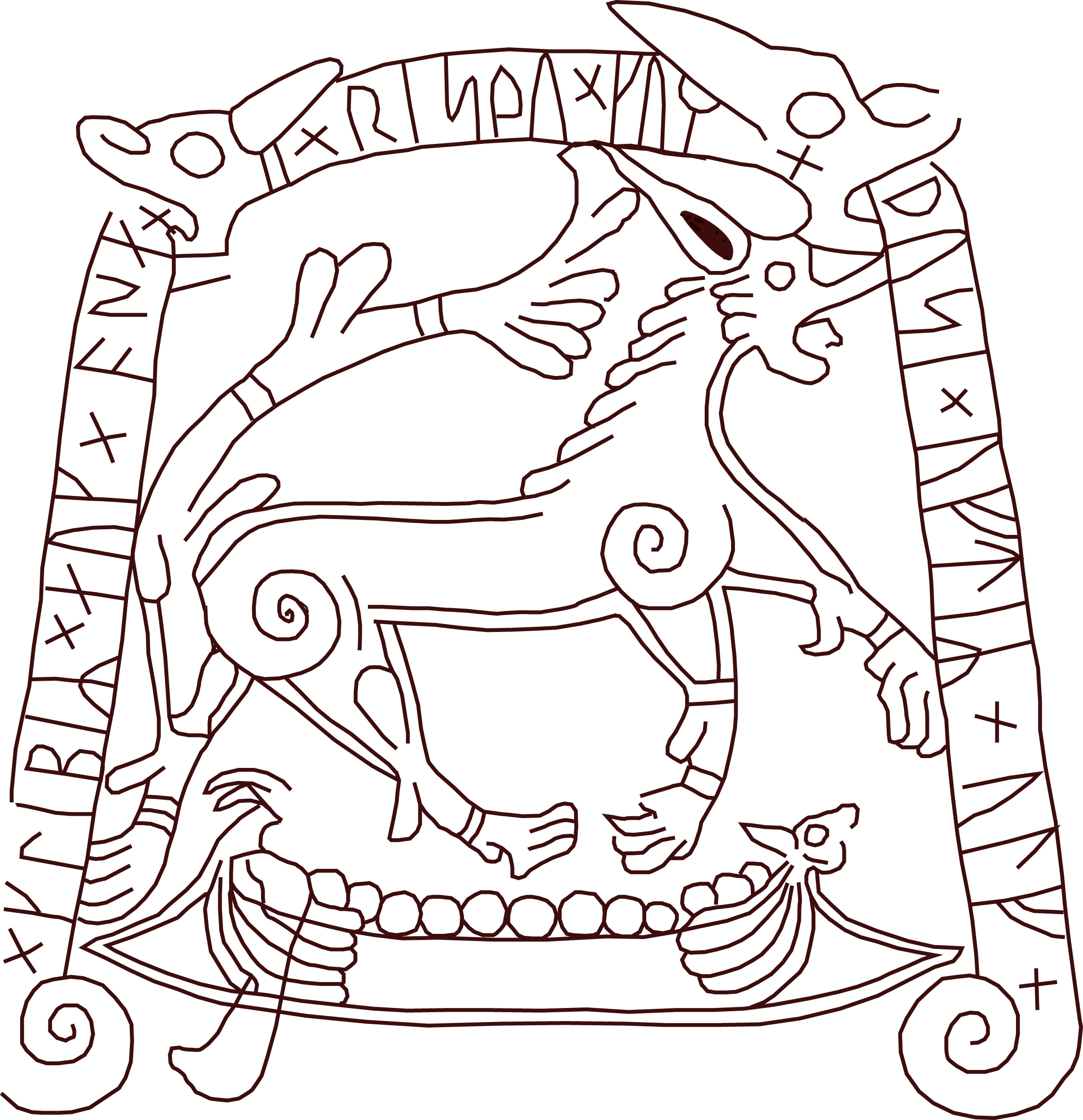
Det frilagda bildmotivet.

Utöver runtexten har stenen en bild av ett stort fabeldjur och ett krigsskepp försett med skarpa, utstickande stävar.  Liknande skeppsavbildningar finns på DR 258, Ög 181, DR 328 och Ög 224, samt på Trajanuskolonnen. Ytterligare en sådan romersk skeppstyp är Navis lusoria. På Tullstorpsskeppet är styråran sekundärt tillfogad vilket gör att ursprungsbilden än bättre stämmer överens med övriga nordiska rammskepp, till exempel Ög 181. Arkeologen Sven Rosborn har föreslagit att motiven kan ha kommit via den nordiska vikingatidens väringar som tjänstgjort som soldater i Medelhavet och att bilderna därför föreställer bysantinska dromoner från Medelhavet. 
Tolkningarna av Tullstorpstenens figurer är dock många. Enligt en tolkning föreställer djuret en varg och åsyftar den Ulf som stenen är rest efter, under vargen syns ett skepp med fjorton rundsköldar utmed relingen. Skeppet är försett med en stor styråra och har djurhuvuden i både för- och akterstäv. Dessa huvuden är vända åt samma håll som vargens och liksom denne ser skeppet ut att skyndsamt sträva ut ur bilden och mot samma mål. Ytterligare två huvuden som liknar behornade kranier med gapande käftar avgränsar runbandets övre del. Magnus Källström, runolog hos Riksantikvarieämbetet, tolkar djuret och skeppet som Fenrisulven och Nagelfar. Källström anser att motivet är synkretiskt och att hedniska motiv används för att gestalta den Yttersta domen. Henrik Williams vid Uppsala universitet har ställt sig bakom denna analys.

Stilbegreppet är en halvromansk version av "Great beast style" i Ringerikestil.

### Fotnoter
1. 1 2  Åke Ohlmarks, 100 Svenska Runinskrifter, sid 174, Bokförlaget Plus, 1978, ISBN 91-7406-110-0
2. ↑  Fornminnesregistret: 1:1
3. ↑  Djuret.pdf på Fotevikensmuseum.se Arkiverad 26 juli 2011 hämtat från the Wayback Machine. (Läst 2009-03-15)
4. 1 2  Samnordisk runtextdatabas, DR 271, 2014
5. ↑  Tullstorpsstenen av Sven-Olle R Olsson och Sven Rosborn, 2014.
6. ↑  Bert Åkesson HUNNESTADSMONUMENTET: Bråd död och gudomlig vedergällning infoArtefact nr 5-8, 2010.
7. ↑  Runstensbilder Arkiverad 26 juli 2011 hämtat från the Wayback Machine., Fotevikensmuseum.
8. ↑  Bild av DR 258.
9. ↑  Enoksen, Lars Magnar, Skånska runstenar (Lund 1999) s. 53f.
10. ↑  När Fenrir fick färg, by Magnus Källström, chief runologist at Swedish National Heritage Board.
11. ↑  Analysis supported as convincing in "Bite me" runestones by Henrik Williams, professor of North Germanic languages at Uppsala University.
12. ↑  Nordisk form om djurornamentik, Lennart Karlsson, sid 111, Studies 3, Statens Historiska Museum, 1983, ISBN 91-7192-572-4